# Helicopsyche biokrotta
Helicopsyche biokrotta is een schietmot uit de familie Helicopsychidae. De soort komt voor in het Oriëntaals gebied.